# Drawno (gmina)
Drawno – gmina miejsko-wiejska położona jest w województwie zachodniopomorskim we wschodniej części powiatu choszczeńskiego. Do 31 grudnia 1998 roku wchodziła w skład województwa gorzowskiego. Siedzibą gminy jest miasto Drawno. Pod względem powierzchni gmina jest największa w całym powiecie.
Gmina stanowi 24,2% powierzchni powiatu.

## Położenie
Gmina leży na Równinie Drawskiej i Pojezierzu Wałeckim. Przez gminę przepływa rzeka Drawa, na południe od Drawna wzdłuż niej wytyczony został fragment Drawieńskiego Parku Narodowego, w mieście znajduje się jego siedziba. Drawa i jej odnoga Korytnica dostępne są dla kajaków. Większą część gminy zajmuje Puszcza Drawska. Tereny leśne zajmują 68% powierzchni gminy, a użytki rolne 23%.
Sąsiednie gminy:
- Bierzwnik, Choszczno i Recz (powiat choszczeński)
- Kalisz Pomorski (powiat drawski)
- Dobiegniew (powiat strzelecko-drezdenecki) w województwie lubuskim
- Człopa i Tuczno (powiat wałecki)

## Historia
Ślady osadnictwa na terenie Drawna i okolic sięgają epoki kamiennej, lecz większość pamiątek po działalności człowieka pozostało po czasach wczesnośredniowiecznych.
- Początkowo tereny należały do Brandenburgii, z biegiem czasu objął je we władanie ród Wedlów.
- Pomiędzy rokiem 1313 a 1333 datuje się nadanie praw miejskich dla Drawna, które początkowo nazwane było Neven Wede, Nien Wedel, stąd późniejsze Neuwedell czyli „Nowy Wedel”.
- W latach 1433–1436 Drawno leżało w granicach Polski. Potem Drawno było kolejno pod jurysdykcją: Zakonu Krzyżackiego, Hohenzollernów, Pomorza Zachodniego.
- Pożary pod koniec XVI i XVIII w. zniszczyły zabudowę miejską.
- Około 1600 r. zamek znajdujący się na terenie miasta przebudowano na renesansową rezydencję, lecz w roku 1675 został zniszczony przez Szwedów następnie przez Rosjan w 1758 roku.
- W 1912 r. przez Drawno przeciągnięto linię elektryczną z elektrowni wodnej w Głusku do Choszczna
- Do 1938 r. miasto należało do Nowej Marchii
- W latach 1938–1945 podlegało administracyjnie prowincji pomorskiej.
- W 1945 r. Drawno zostało zajęte przez wojska radzieckie i zniszczone w 25%; miasto zostało następnie przekazane Polsce.
- Administracja polska początkowo używała nazwy Nowe nad Drawą, później Kniazie, by ostatecznie przyjąć obecną nazwę.
- Do 1975 r. należało do województwa szczecińskiego, w latach 1975–1998 do województwa gorzowskiego, a obecnie leży w południowej części województwa zachodniopomorskiego, w powiecie choszczeńskim.

## Demografia
Dane z 30 czerwca 2008 roku:
| Opis      | Ogółem | Ogółem | Kobiety | Kobiety | Mężczyźni | Mężczyźni |
| --------- | ------ | ------ | ------- | ------- | --------- | --------- |
| jednostka | osób   | %      | osób    | %       | osób      | %         |
| populacja | 5.325  | 100    | 2.678   | 50,3    | 2.647     | 49,7      |

Gminę zamieszkuje 10,7% ludności powiatu. Na 1 km² przypada 17 osób - tym samym jest to gmina o najmniejszej gęstości zaludnienia w powiecie.

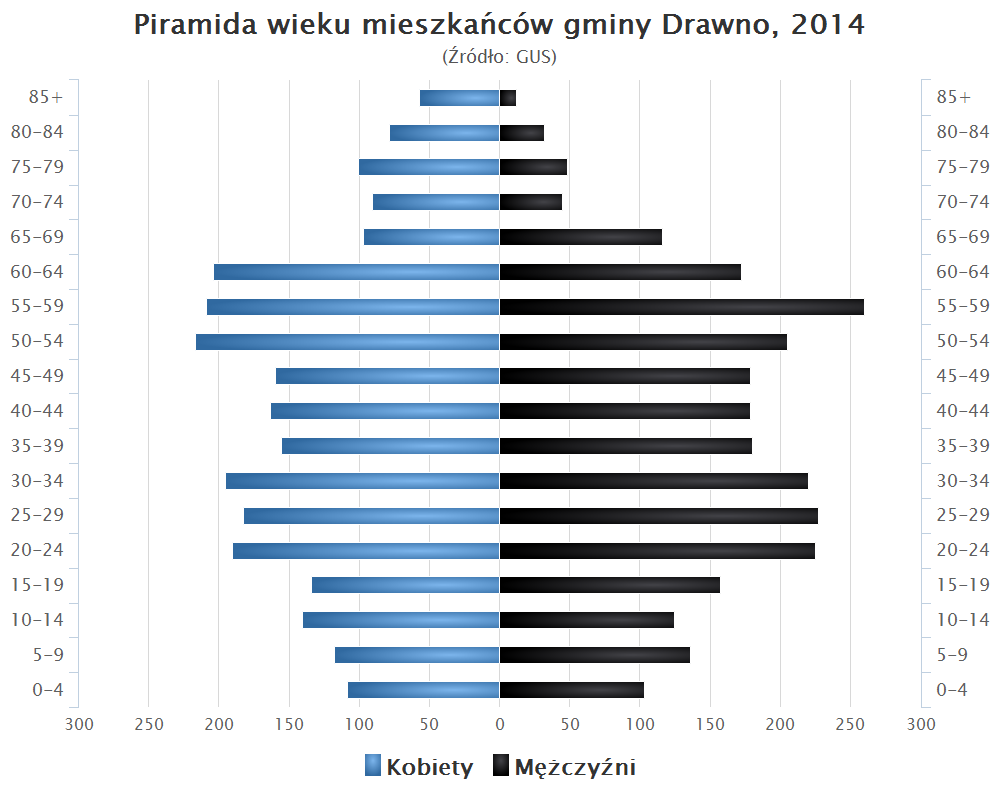
Piramida wieku mieszkańców gminy Drawno w 2014 roku

## Komunikacja

### Transport drogowy
Przez gminę Drawno prowadzi droga krajowa nr 10 w północnej części, łącząca Kalisz Pomorski z Reczem oraz droga wojewódzka nr 175 łącząca Drawno z Kaliszem Pomorskim (14 km) i Choszcznem (24 km).

### Transport kolejowy
Drawno uzyskało połączenie kolejowe w 1895 r. po połączeniu Choszczna z Kaliszem Pomorskim. Do 1903 r. linia prowadziła już z Kostrzyna nad Odrą do Połczyna-Zdroju. Od 1991 r. zamykane były kolejne odcinki linii, w 1996 r. zlikwidowano ruch pociągów na odcinku przez Drawno, a do 2000 r. nieczynna była już cała linia. Również w 1895 r. otwarto linię prowadzącą przez północną część gminy ze Stargardu przez Kalisz Pomorski do Piły Gł. Linia została zamknięta po 2000 r. i reaktywowana w 2006 r. Obecnie w gminie czynna jest 1 stacja: Żółwino.

### Poczta
W gminie czynny jest 1 urząd pocztowy: Drawno (nr 73-220).

## Zabytki
Do zabytków chronionych prawem w gminie należą m.in.: 
- kościół pw. Nawiedzenia NMP z 1756 r. oraz XVIII-wieczny pałac w Brzezinach
- zespół pałacowy w Konotopie
- zespół pałacowy w Niemieńsku
- kościół pw. Serca Jezusowego w Barnimiu

## Administracja
W 2016 r. wykonane wydatki budżetu gminy wynosiły 20,5 mln zł, a dochody budżetu 21,8 mln zł. Zobowiązania samorządu (dług publiczny) według stanu na koniec 2016 r. wynosiły 7,6 mln zł, co stanowiło 34,7% poziomu dochodów.

## Miejscowości
- Miasto:

Drawno
- Sołectwa:

Barnimie, Brzeziny, Chomętowo, Dominikowo, Kiełpino, Konotop, Niemieńsko, Podlesie, Święciechów, Zatom i Żółwino
- Osady:

Borowiec, Brodźce, Gładysz, Jaźwiny, Karpin, Karpinek, Międzybór, Nowa Korytnica, Podegrodzie, Rogoźnica, Rościn, Sieniawa, Sówka, Zdanów
- Kolonie:

Borki, Brac, Dobrojewo, Dolina, Gack, Janków, Kawczyn, Kępa, Kolonia Kniewo, Kostrzewa, Maciejów, Ostrożyce, Przysiekiercze, Pszczewko, Rzepisko, Samborz, Śmieszkowo, Wiśniewo i Zacisze
- Leśniczówki:

Bogdanka, Sicienko, Skrzaty i Żółwinko
- Folwark:

Drawnik
- Gajówka:

Zalesie
- Stacja kolejowa:

Prostynia
- dawne miejscowości:

Barników, Kośnik